# Busloup
Busloup är en kommun i departementet Loir-et-Cher i regionen Centre-Val de Loire i de centrala delarna av Frankrike. Kommunen ligger i kantonen Morée som tillhör arrondissementet Vendôme. År 2022 hade Busloup 496 invånare.

## Befolkningsutveckling
Antalet invånare i kommunen Busloup
| Referens: INSEE |